# 김설 (배우)
김설(2011년 3월 18일 ~ )은 대한민국의 배우이다.

## 학력
- 인천산곡남초등학교
- 인천산곡여자중학교

## 출연작

### 드라마
- 2014년~2015년 OCN 일요드라마 《닥터 프로스트》 ... 어린 최유경 역
- 2015년 ~ 2016년 tvN 금토드라마 《응답하라 1988》 ... 성진주 역

### 영화
- 2014년 《국제시장》 ... 어린 윤끝순 역
- 2018년 《아일라》 (2017년 作) ... 아일라 역